# The Fruitcakes
The Fruitcakes – polski zespół muzyczny, grający rock and roll, założony w 2011 roku.

## Członkowie
- Jakub Zwolan - wokal, gitara
- Lukas Tymański - perkusja, wokal
- Przemysław Bartoś - gitara basowa, wokal
- Tomasz Ziętek - wokal, gitara

## Dyskografia
Albumy:
- Cukier, ciastka, miłość (2015)
- The Fruitcakes 2 (2017)[2]
- Into The Sun (2020)

## Nagrody oraz nominacje
| Rok  | Nominowana praca | Rodzaj nagrody | Kategoria                        | Rezultat  |
| ---- | ---------------- | -------------- | -------------------------------- | --------- |
| 2017 | Album "2"        | Nagroda Doki   | Dokonania w muzyce alternatywnej | Nominacja |